# عزیزی بانک
عزیزی بانک یکی از بزرگترین بانکهای تجاری در افغانستان است که دارای بیش از ۸۰ شعبه از جمله پیشخوان توسعه دهنده و ۱۰۱ دستگاه خودپرداز در کابل و در سراسر استانهای کشور است. این بانک در ۱۳ ژوئن ۲۰۰۶ افتتاح شد و دفتر مرکزی آن در چهار راهی زنبق، کابل، افغانستان است.
این بانک طیف گسترده‌ای از محصولات و خدمات انواع حساب‌ها، نرخ‌های جذاب برای سپرده‌های ثابت، کارت‌های اعتباری و اعتباری بین‌المللی، خدمات انتقال پول بین‌المللی، خزانه داری و خدمات فارکس، کیف پول سیار و امکانات مالی تجارتی را شامل می‌شوند.
عزیزی بانک در حال حاضر حدود 1326 کارمند دارد که 12 درصد آنها زن هستند.   در جریان حمله طالبان در سال 2021 ، برخی از اعضای طالبان کارمندان زن عزیزی بانک در قندهار را اسکورت کرده و به آنها دستور دادند که به سر کار خود بازنگردند. 

## احسان الله عزیزی
احسان الله عزیزی یک تاجر مستقر در جبرئیل هرات  ،   میلیاردر ، سرمایه گذار ، کارآفرین و مدیر عامل شرکت توسعه عزیزی است.   او پس از نقل مکان از غزنی به هرات به همراه پدرش امین عزیزی در سال 1989 گروه عزیزی را تأسیس کردند.   
احسان الله عزیزی رئیس عزیزی بانک ، بزرگترین بانک تجاری در افغانستان است،   که در سال 2006 با سرمایه 7.5 میلیون دلاری تأسیس کرد و از آن زمان به ۵۰  ملیارد دلار رسیده است.    وی مدیرعامل گروه شرکت های عزیزی است که در سال 1368 با حضور در حوزه های ملکی، بانکی، سرمایه گذاری و هتلداری تاسیس شد. 